# Вільнюський покер
«Вільнюський покер» — роман литовською мовою Річардаса Ґавяліса, написаний 1989 року. це переломний твір у литовському красному письменстві. Писаний «у шухлядку» він ознаменував інакшу — самостійну й незалежну — літературу, що дивилася на світ критично та з іронією. Автор працював над виданням 8 років, роман вийшов у Литві 1989, за кілька місяців було продано майже 200 тисяч примірників.

## Зміст
Це заплутана за своєю структурою оповідь на зразок знаменитого фільму «Рашьомон» японського режисера Акіри Куросави, знятий за одноіменною повістю Рюноске Акутаґава. Тут у чотирьох різних версіях подій розкривається контрольоване всюдисущою тоталітарною системою вільнюське життя у кінці 70-х — на початку 80-х років ХХ століття, у сірі часи правління Леоніда — у творі Лярвоніда — Брежнєва. У романі на читача чекає не лише детективна інтрига в дусі «хто це зробив», просякнута підозрілістю атмосфера чи похмуро-сіра повсякденність, але й своєрідна підкладка роману — метафори пізнього радянського періоду, які прославили Р. Ґавяліса і якими концептуально пронизано весь твір: коначі, Вони, homo sovieticus, homo lituanicus, табір.

## Український переклад
Вільнюський покер / Річардас Ґавяліс ; пер. з лит. Володислава Журби. — Львів : Видавництво Старого Лева, 2020. — 720 с. — ISBN 978-617-679-743-2.